# سوپرترام شفیلد
سوپرترام شفیلد (انگلیسی: Sheffield Supertram) یا تراموا شفیلد سیستم قطار سبک شهری و تراموا در شفیلد، انگلستان است.
این تراموا که در سال ۱۹۹۴ تأسیس شده دارای ۳ خط، ۴۸ ایستگاه و ۲۹ کیلومتر طول می‌باشد.

نقشه

## نگارخانه

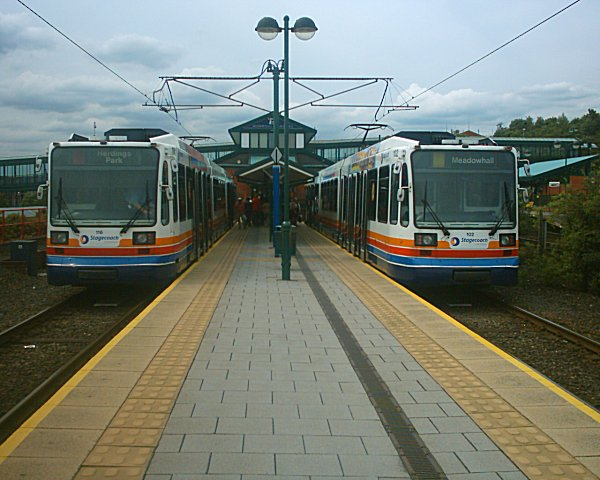
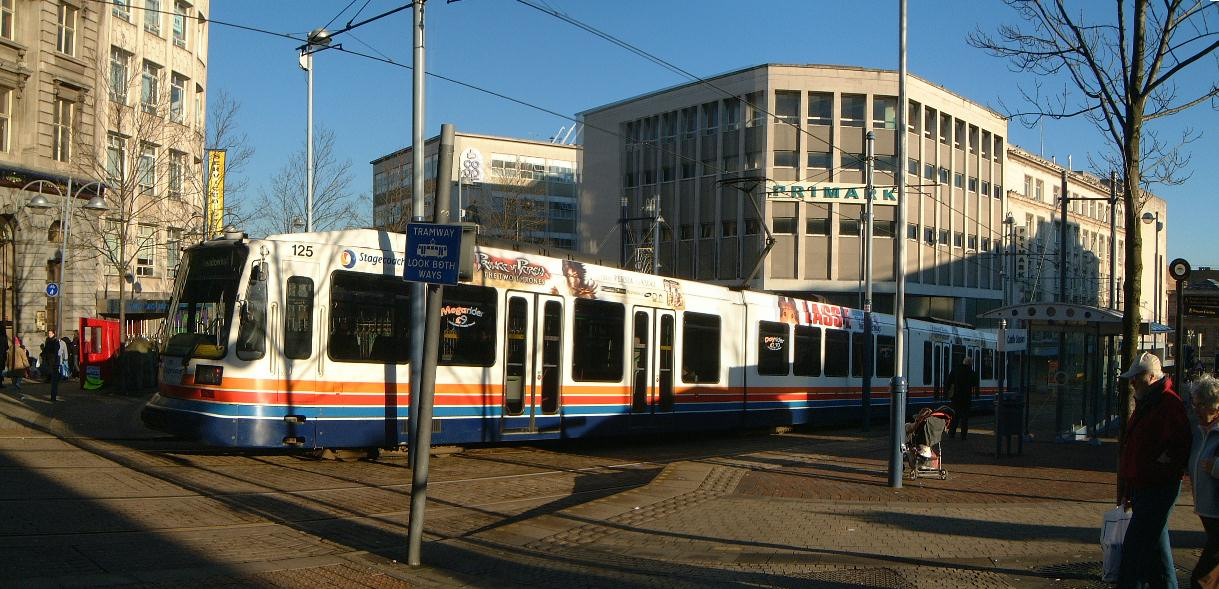
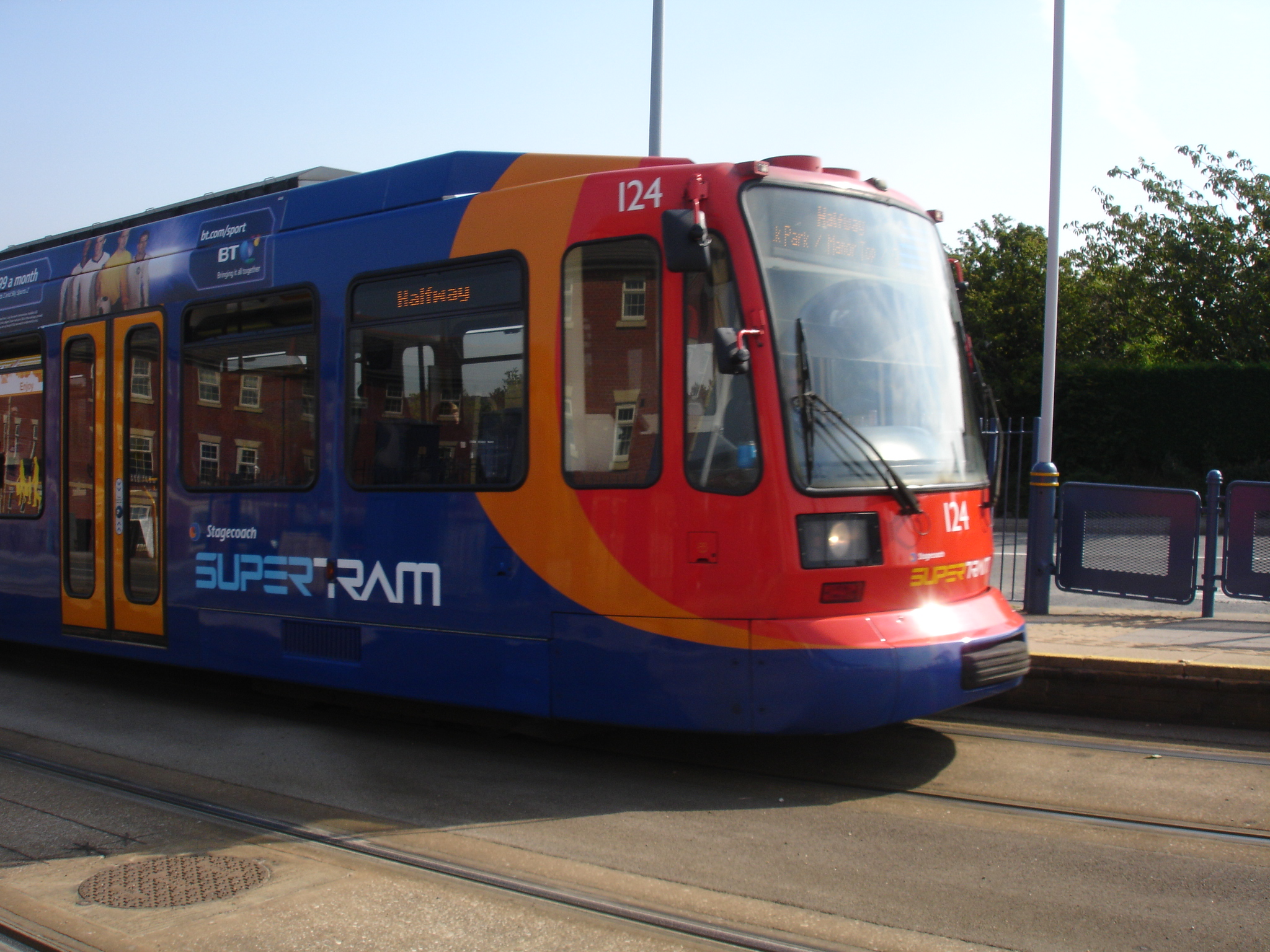
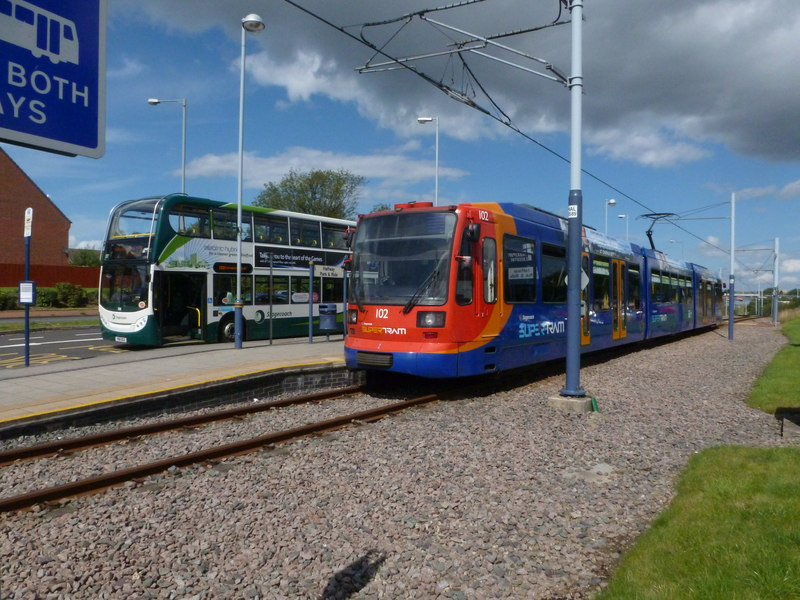
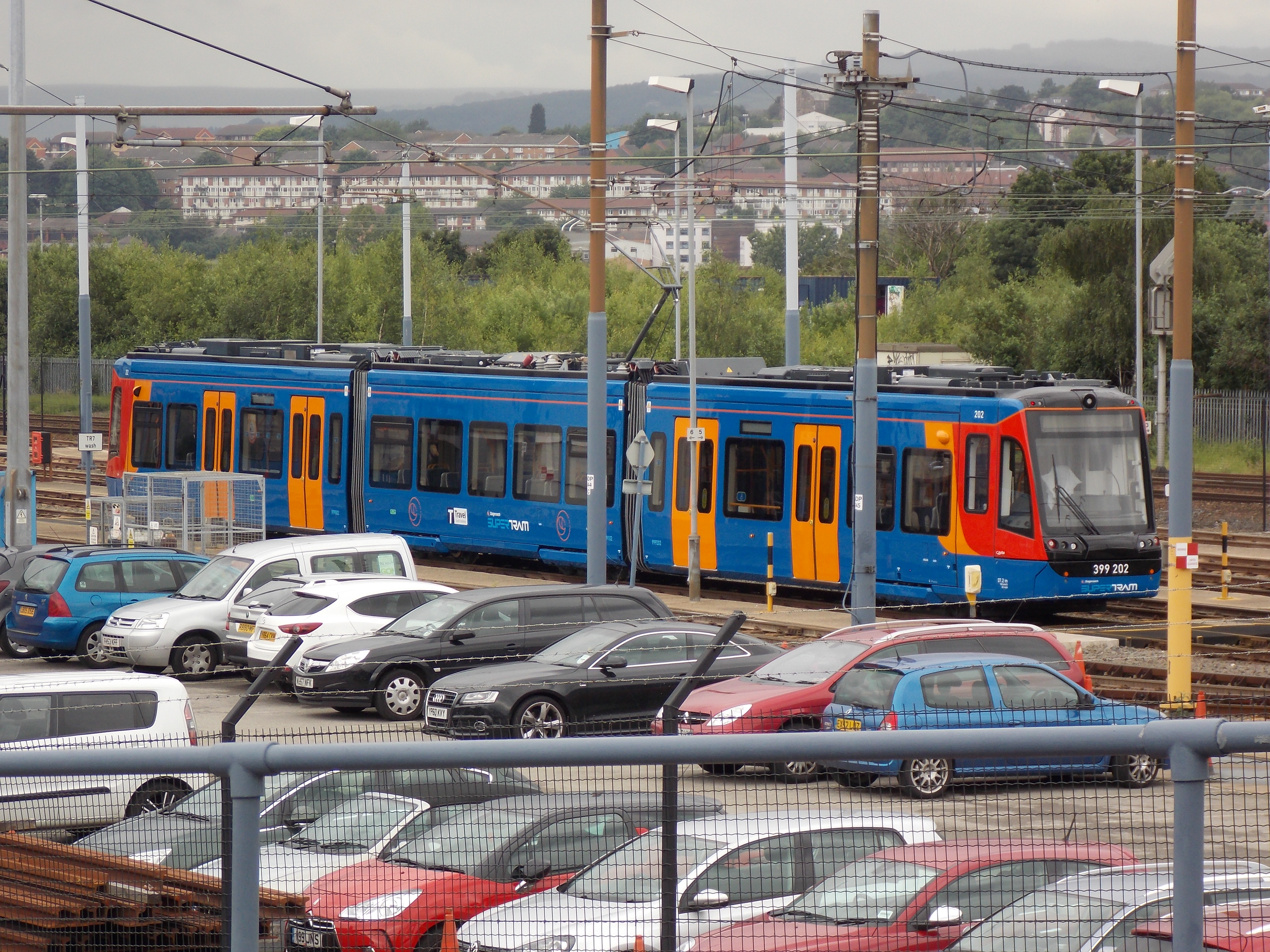
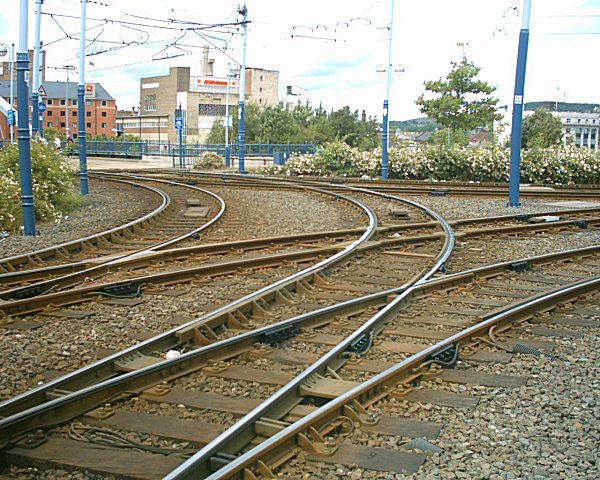
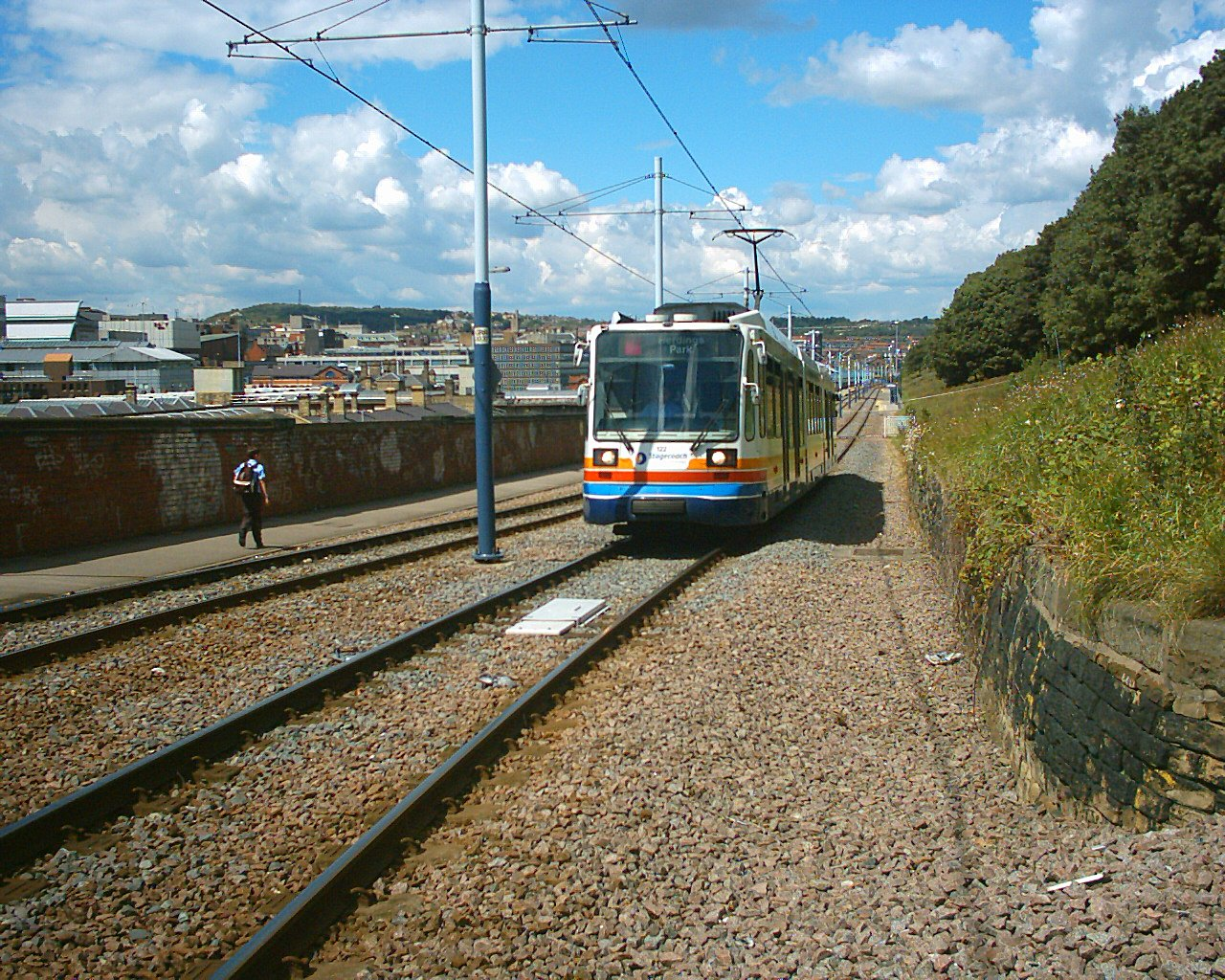
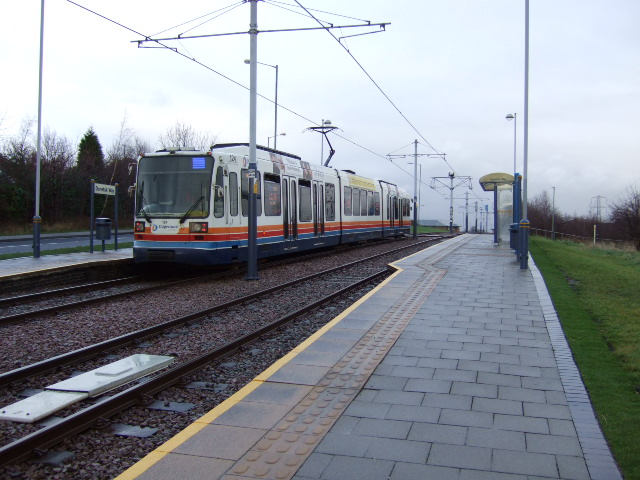
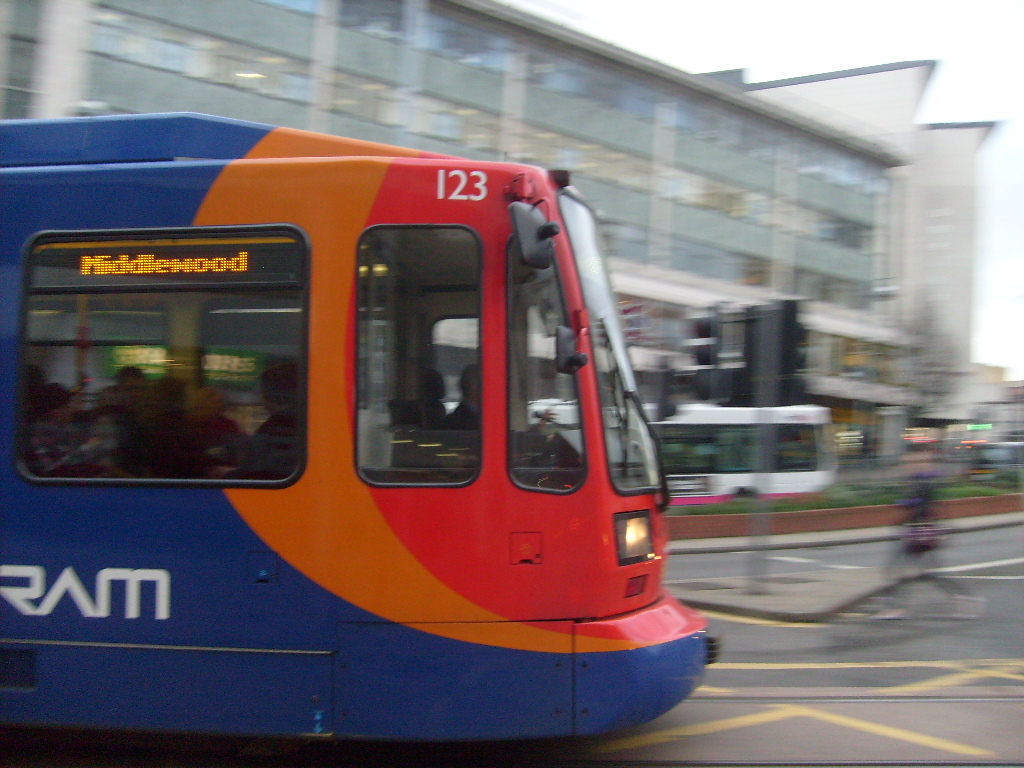